# Linia kolejowa nr 308
Linia kolejowa nr 308 Kamienna Góra – Jelenia Góra (obecnie nr 308 na odcinku Ogorzelec – Jelenia Góra, nr 345 na odcinku Kamienna Góra – Pisarzowice) – jednotorowa niezelektryfikowana linia kolejowa o długości 39,986 km łącząca Kamienną Górę z Jelenią Górą. Linia jest otwarta dla ruchu na odcinku między Mysłakowicami i Jelenią Górą.

## Historia
15 maja 1882 otwarto pierwszy odcinek linii kolejowej do Kowar. Dalszy odcinek do Kamiennej Góry został zbudowany na przełomie XIX i XX wieku. Budując linie musiano zmierzyć się z ogromną różnicą wysokości, problem ten rozwiązano prowadząc linie bardzo krętym szlakiem oraz budując pod Przełęczą Kowarską (727 m n.p.m.) Tunel pod Przełęczą Kowarską o długości 1025 m. 5 czerwca 1905 uruchomiono pierwsze pociągi do Kamiennej Góry.
Po II wojnie światowej, Śląsk znalazł się pod administracją polską i linia przeszła na własność Polskich Kolei Państwowych PKP. Po usunięciu uszkodzeń, dostawy energii mogłyby być wznowione w lecie 1945 roku. W 1945 na mocy umowy między rządem polskim a radzieckim infrastrukturę energetyczną linii zdemontowano w ramach tzw. reparacji wojennych dla Związku Radzieckiego.
Do 1986 PKP eksploatowało linie całkowicie. W tym samym roku na odcinku z Kamiennej Góry do Mysłakowic zamknięto ruch pasażerski, niedługo potem tory do Ogorzelca stały się nieprzejezdne. Do 2000 roku utrzymywany był ruch pasażerski z Jeleniej Góry przez Mysłakowice do Karpacza. 1 stycznia 2007 ustał całkowicie ruch pociągów towarowych. Jeszcze w 2010 r. przejezdny był odcinek z Mysłakowic do Jeleniej Góry (prędkość 60 km/h), a także środkowy – z Ogorzelca do Kowar (10 km/h; 20 km/h na samej stacji Ogorzelec).
We wrześniu 2019 r. Urząd Marszałkowski Województwa Dolnośląskiego ogłosił przetarg na wykonanie studiów wykonalności dla odcinka linii kolejowej nr 308 od Jeleniej Góry do Kowar.
21 czerwca 2021 roku władze województwa poinformowały o przejęciu linii kolejowej nr 308 razem z linią kolejową nr 340. 26 stycznia 2022 roku ogłoszono przetarg na rewitalizację odcinka Jelenia Góra - Mysłakowice. W marcu wybrano wykonawcę rewitalizacji tego odcinka (Infrakol), z którym podpisano umowę i 29 kwietnia przekazano teren pod prace, których koszt określono na ponad 20 mln zł. Po zakończeniu prac i przywróceniu ruchu przewiduje się kursowanie po 8 par pociągów do Karpacza i Kowar z prędkością 60 km/h. Na rewitalizację tej linii samorząd wojewódzki otrzymał ponad 21 mln zł z programu Polski Ład.

## Charakterystyka techniczna
- Kategoria linii: znaczenia miejscowego
- Klasa linii:
  - A 12,800 – 30,647
  - C3 30,647 – 39,986
- Liczba torów[19]:
  - jednotorowa na całej długości
- Sposób wykorzystania: nieczynna
- Elektryfikacja: do roku 1945, obecnie brak
- Szerokość toru: normalnotorowa
- Przeznaczenie linii: zawieszony ruch pasażerski i towarowy

| odcinek linii | odcinek linii | pociągi pasażerskie | szynobusy | pociągi towarowe |
| km pocz.      | km końcowy    | pociągi pasażerskie | szynobusy | pociągi towarowe |
| ------------- | ------------- | ------------------- | --------- | ---------------- |
| 0,251         | 30,060        | 0                   | 0         | 0                |
| 30,060        | 30,517        | 40                  | 40        | 0                |
| 30,517        | 30,755        | 60                  | 60        | 0                |
| 30,755        | 33,387        | 70                  | 70        | 0                |
| 33,387        | 35,454        | 60                  | 60        | 0                |
| 35,454        | 37,712        | 80                  | 80        | 0                |
| 37,712        | 37,858        | 70                  | 70        | 0                |
| 37,858        | 39,924        | 80                  | 80        | 0                |
| 39,924        | 39,986        | 0                   | 0         | 0                |